# 黑褐德克耳
黑褐德克耳（学名：Ductifera nigro-brunnea）是属于银耳目银耳科德克耳属的一种真菌，群生于白桦林中的白桦树朽枝上。该种分布于中国。